# Edward Harland

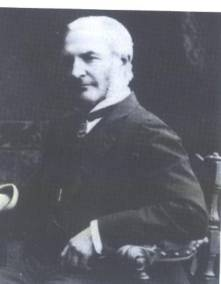
Edward James Harland

Sir Edward James Harland, 1st Baronet, född 15 maj 1831, död 24 december 1895, var en brittisk skeppsbyggare, baron och politiker. Harland grundade tillsammans med den tyskfödde affärsmannen Gustav Wilhelm Wolff skeppsvarvet Harland and Wolff 1861. Han inledde senare ett samarbete med Thomas Henry Ismay, då de köpte upp White Star Line 1868. 